# 鄒允隆
鄒允隆（1414年—？），名昌，字允隆，以字行，福建邵武府泰寧縣人，民籍，明朝政治人物。

## 生平
正統三年（1438年）戊午科順天鄉試第四名舉人，七年（1442年）中式壬戌科會試第一百二十二名，二甲第五名進士。授太常寺博士，改太僕寺丞，出為廣東按察司僉事，卒於官。

## 家族
曾祖鄒林甫；祖父鄒世榮；父鄒安，國子監助教。